# Rigoberto Padilla
Rigoberto Padilla Reyes (né le 1er décembre 1985 à Tegucigalpa au Honduras) est un joueur de football international hondurien, qui évolue au poste de milieu de terrain.

## Biographie

### Carrière en sélection
Avec l'équipe du Honduras, il joue 2 matchs (pour aucun but inscrit) en 2008-2009. Il figure notamment dans le groupe des sélectionnés lors de la Gold Cup de 2009.
Il participe également aux JO de 2008. Lors du tournoi olympique, il joue trois matchs : contre l'Italie, le Cameroun et la Corée du sud.